# Micromelalopha
Micromelalopha is een geslacht van vlinders van de familie tandvlinders (Notodontidae), uit de onderfamilie Pygaerinae.

## Soorten
- M. adrian Schintlmeister
- M. argentea Schintlmeister, 1993
- M. cinereibasis Kiriakoff, 1963
- M. dorsimacula Kiriakoff, 1963
- M. elachista West., 1932
- M. flavomaculata Tshistjakov, 1977
- M. haemorrhoidalis Kiriakoff, 1963
- M. longijuxta Schintlmeister, 1997
- M. montium Kiriakoff, 1970
- M. opertum Tshistjakov, 1977
- M. populivora Yang, 1978
- M. similis Dierl, 1978
- M. simonovi Schintlmeister, 1997
- M. troglodyta Graeser, 1890
- M. troglodytodes Kiriakoff, 1963
- M. undulata Hampson, 1891
- M. vicina Kiriakoff, 1963